# Munroe Falls
Munroe Falls är en stad (city) i Summit County i Ohio. Vid 2010 års folkräkning hade Munroe Falls 5 012 invånare.